# Mount Pleasant (South Carolina)
Mount Pleasant is een plaats (town) in de Amerikaanse staat South Carolina, en valt bestuurlijk gezien onder Charleston County.

## Demografie
Bij de volkstelling in 2000 werd het aantal inwoners vastgesteld op 47.609.
In 2006 is het aantal inwoners door het United States Census Bureau geschat op 59.113, een stijging van 11504 (24.2%).

## Geografie
Volgens het United States Census Bureau beslaat de plaats een oppervlakte van
128,3 km², waarvan 108,5 km² land en 19,8 km² water.

## Plaatsen in de nabije omgeving
De onderstaande figuur toont nabijgelegen plaatsen in een straal van 20 km rond Mount Pleasant.